# علي طلال الجهني
الدكتور علي بن طلال الجهني (ولد في عام 1945) في ينبع النخل، محافظة ينبع، عمل سابقاً وزيراً لوزارة الإتصالات وتقنية المعلومات السعودية من 3 ربيع الأول سنة 1416 هـ إلى 16 شعبان 1420 هـ.

## مؤهلاته العلمية
- بكالوريس: إدارة أعمال باختصاص الاقتصاد من جامعة ولاية أريزونا
- ماجستير: في الاقتصاد الرياضي من جامعة كالامازوه ولاية ميشجن[4]

- دكتوراه: اقتصاديات البترول من جامعة كاليفورنيا في سانتاباربرا

## مناصبه
- عضو في لجنة كبار الباحثين في المؤسة المركزية للتخطيط (وزارة التخطيط حاليا) 1972م
- محاضر بجامعتي برنستون وميتشجان لمدة فصل واحد 1977م
- أستاذ مساعد لمادة الاقتصاد بجامعة الملك فهد للبترول والمعادن
- أستاذ مشاركاً في جامعة الملك فهد للبترول والمعادن
- عميداً لكلية الإدارة الصناعية بجامعة الملك فهد للبترول والمعادن
- أمين عام المؤسة العامة للصناعات الحربية في وزارة الدفاع
- عضو لجنة تسوية المنازعات المصرفية في مؤسسة النقد
- عضو مجلس الشورى (في أول دورة منذ تحديثه في عهد الملك فهد) 1993م -1995م
- وزيراً للبرق والبريد والهاتف (وزارة الاتصالات وتقنية المعلومات حالياً) 1995م - 1999م
- وزير دولة عضو مجلس الوزراء 1999م -2003م

## مؤلفاته
بدأ الدكتور علي كتابة مقالات أسبوعية واستمر نشر هذه المقالات أسبوعياً في صحيفة «الشرق الأوسط» ابتداءً من 1979 ولبضعة عشرة سنة. ومنذ 2005 إلى بدأ بنشر مقالات أسبوعية (كل يوم ثلاثاء) في صحيفة «الحياة».
- موضوعات اقتصادية معاصرة، جدة، الطبعة الأولى، الناشر: تهامة، 1980.
- نحو مفهوم اقتصادي واضح، جدة، الطبعة الأولى، الناشر: الشركة السعودية للأبحاث والتسويق، 1987.
- العمل والبطالة: نظرة غير تقليدية، الرياض، الطبعة الأولى، الناشر: وزارة العمل، 2008.
- النخلة الاقتصادية، الرياض، الطبعة الأولى، الناشر: مكتبة العبيكان، 2010.[5]
- الأزمة المالية وسوق الأسهم المحلية، الرياض، الطبعة الأولى، الناشر: مكتبة العبيكان، 2010.[5]
- الإرهاب والمسرح، الرياض، الطبعة الأولى، الناشر: مكتبة العبيكان، 2010.
- The Myth Of The OPEC Cartel: The Role Of Saudi Arabia, New York, 1st Edition, John Wiley & Sons Ltd., 1980, ISBN 0471278645
- The Saudi Arabian Economy, With: Michel Berne & J.Wilson Mixon Jr., Baltimore, 2nd Edition, The Johns Hopkins University, 1986, ISBN 0801833515